# Stenus falli
Stenus falli är en skalbaggsart som beskrevs av Otto Scheerpeltz. Stenus falli ingår i släktet Stenus och familjen kortvingar. Inga underarter finns listade i Catalogue of Life.